# John Barrymore
John Barrymore, geboren als John Sidney Blythe, (Philadelphia, 15 februari 1882 - Los Angeles, 29 mei 1942) was een Amerikaans acteur.
John kwam uit een grote beroemde familie: Zijn vader was een beroemde acteur uit het theater: Maurice Blythe, zijn moeder was Georgie Drew, de dochter van een beroemde theateracteur. Hij is de jongere broer van Lionel Barrymore en Ethel Barrymore en heeft twee kinderen die ook dezelfde carrière kregen als hijzelf: Diana Barrymore en John Drew Barrymore. John was ook de opa van Drew Barrymore.
John was tot 1905 een cartoonmaker bij een krant. Dat gaf hij op om bij een theaterproductie van zijn vader te werken. In 1912 speelde hij in zijn eerste film en in 1914 was zijn doorbraak. In 1932 stapte hij over naar MGM en speelde in beroemde films, zoals Grand Hotel en Dinner at Eight. Vanaf 1936 tot aan zijn dood speelde John alleen nog maar in B-films.
John had in 1902-1903 een bewogen relatie met showgirl Evelyn Nesbit. Hij trouwde in 1910 met Katherine Corri Harris, van wie hij weer scheidde in 1916. Daarna trouwde hij in 1920 met Blanche Oelrichs. In 1921 werd dochter Diana geboren. Hij scheidde van Oelrichs op 19 november 1928 om op 24 november te trouwen met Dolores Costello. Zij kregen samen dochter Dolores in 1930 en zoon John Drew, die werd geboren in 1932. Ze scheidden in 1935. Johns laatste huwelijk was met Elaine Barrie in 1936. Dat huwelijk duurde tot 1940.
John stierf op 29 mei 1942 op 60-jarige leeftijd aan een longontsteking in Los Angeles.